# Lecananthus pentander
Lecananthus pentander là một loài thực vật có hoa trong họ Thiến thảo. Loài này được (Merr.) Puff mô tả khoa học đầu tiên năm 1998.